# Stilbula peduncularis
Stilbula peduncularis är en stekelart som beskrevs av John Obadiah Westwood 1874. Stilbula peduncularis ingår i släktet Stilbula och familjen Eucharitidae. Inga underarter finns listade i Catalogue of Life.